# I Walk Alone (Tarja Turunen)
I Walk Alone è un singolo della cantante finlandese Tarja Turunen, pubblicato nel 2007 ed estratto dall'album My Winter Storm.

## Tracce
Version 1
1. I Walk Alone (Single Version)
2. I Walk Alone (In Extremo Remix)

Version 2 - Single Cut
1. I Walk Alone (Single Version)
2. The Reign (Album Track)
3. I Walk Alone (The Tweaker Remix)
4. I Walk Alone (Single Version - Video)

Version 3 - Artist Cut
1. I Walk Alone (Artist Version)
2. Ciarán's Well (Album Track)
3. I Walk Alone (The Darkroom Mix by Deviousnoise)
4. I Walk Alone (Artist Version - Video)